# American Bantam
American Bantam (Амерікен Бантам) — з 1937 року американський виробник автомобілів. Штаб-квартира розташована в місті Батлер, штат Пенсільванія. У 1956 році компанію купує фірма American Rolling Mills. У 1944 році компанія припинила виробництво автомобілів.

## Заснування компанії
У 1935 році Рой Еванс, колишній продавець автомобілів Austin, викупив збанкрутіле американське відділення англійської компанії Austin — American Austin Car Company, яка була реорганізована 1937 року у компанію American Bantam. Формальний зв'язок з Austin у Великій Британії був розірваний, хоча відносини були збережені. До дизайну автомобілів American Austin була внесена серія змін, включаючи модифікований двигун, а також зовнішній листовий метал кузова, розроблений Олексієм Сахновським. 

## Початок виробництва автомобілів

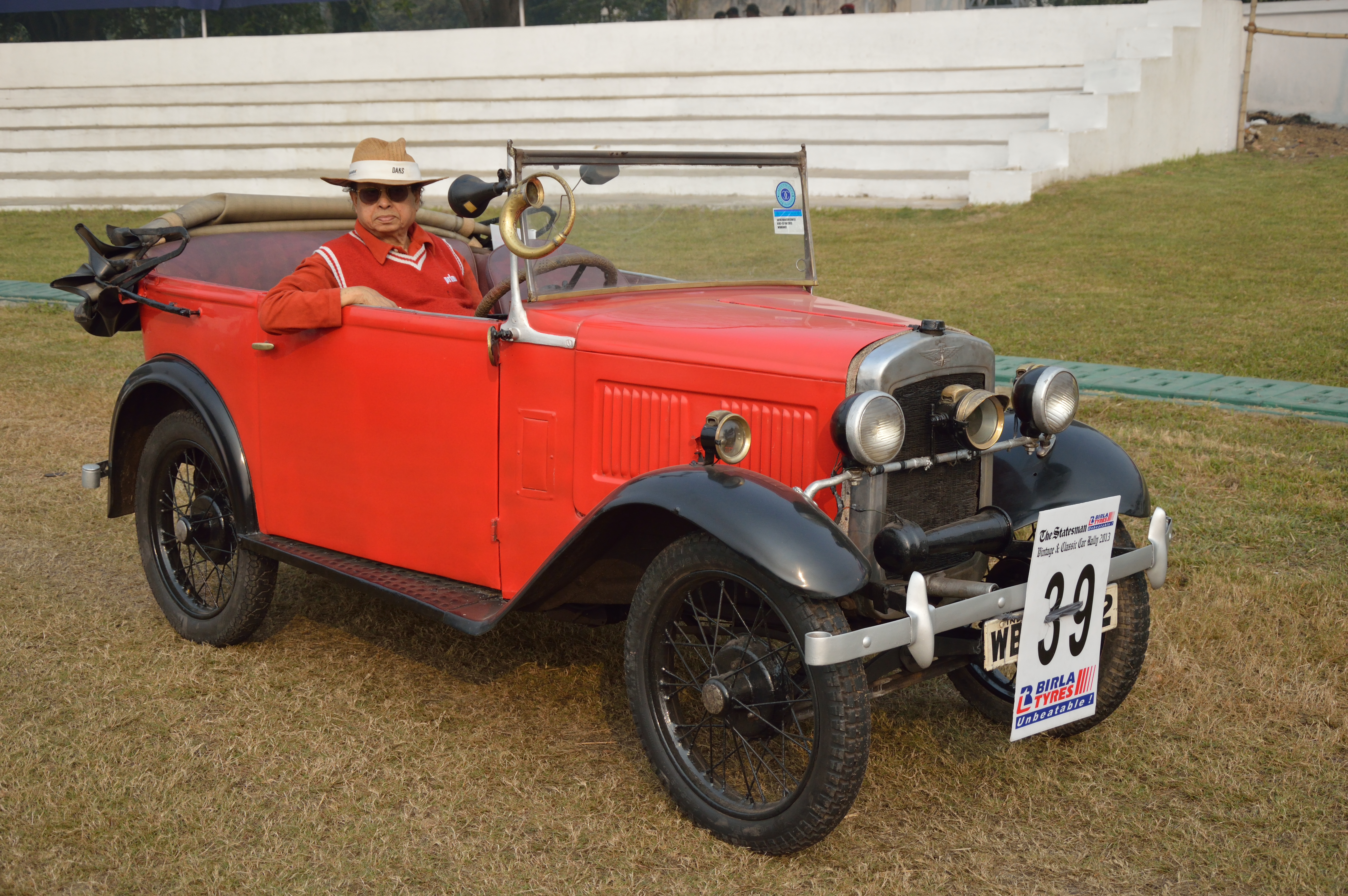
Британський Austin Seven 1934 року

У розпорядження нового автовиробника потрапили потужності й деталі для виробництва Austin Seven. Компанія випускала маленькі авто, на яких їздили такі знаменитості, як письменник Ернест Хемінгуей, актор-комік Бастер Кітон та інші. Але популярність компактних машин тривала не довго. Навіть у найгірші часи американці не віддавали перевагу малолітражкам.

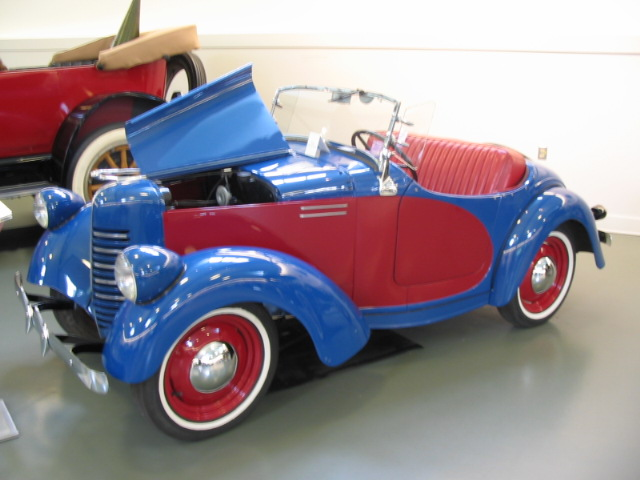
American Bantam Model 60 Roadster

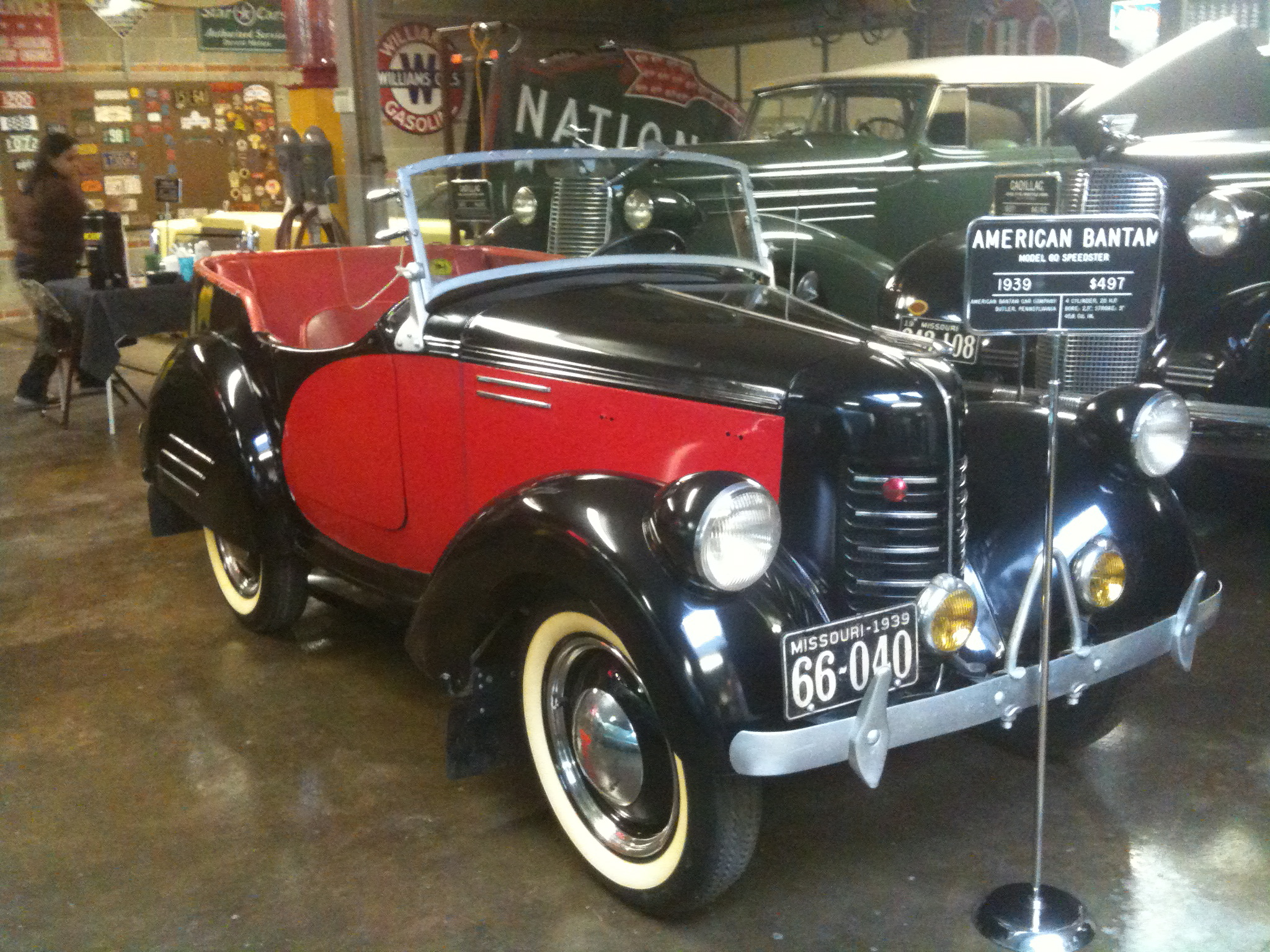
American Bantam Model 60 Speedster

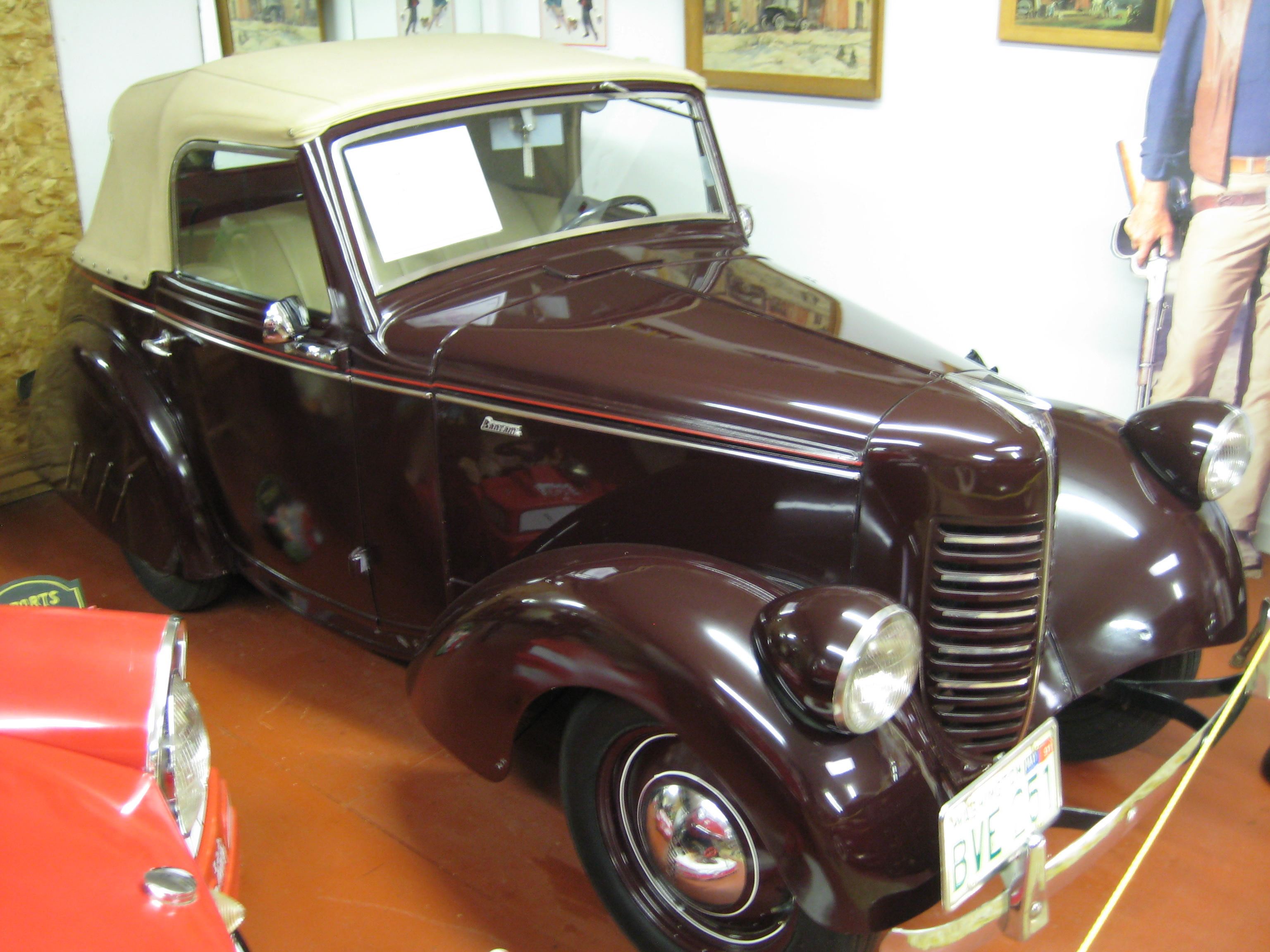
American Bantam Model 60 Cabriolet

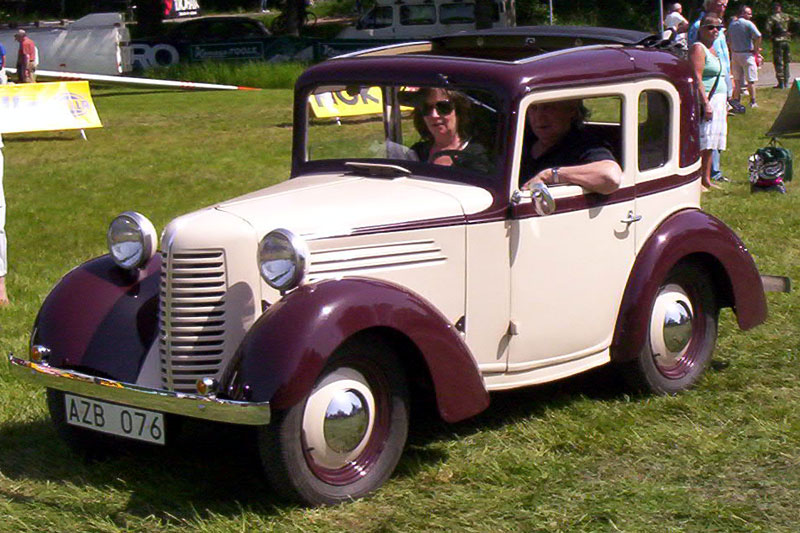
American Bantam Model 60 Coupe

Першою моделлю нової марки стала Model 60, побудована на основі Austin Seven, але вона отримала адаптацію для ринку США і відповідала потребам споживача того часу. Потужність двигуна підвищили до 20 к.с. Оригінальною технічною деталлю був єдиний роликовий підшипник, на якому обертався колінчастий вал. Однак, передбачуваний обсяг виробництва в 44 тисячі примірників так і не був досягнутий.

## Виникнення першого автомобіля Jeep
У 1940 році, коли вся промисловість Сполучених Штатів Америки була переведена на військові розробки, до компанії American Bantam надійшло замовлення на створення позашляхового автомобіля, який би відрізнявся надійністю, а головне — простотою у виробництві. Насправді військові вимагали майже неможливого. Заявлене багатофункціональне авто повинно було не тільки відрізнятися компактністю, вантажопідйомністю, здатністю легко переміщатися в умовах бездоріжжя, а також одночасно бути розвідником, тягачем і мобільною вогневою точкою. Затверджені влітку 1940 року вимоги до машини були наступні: висота колісної бази передбачалася не вище 190 см, висота — до 92 см, форма кузова — прямокутна, швидкість переміщення — до 80 кілометрів за годину. Лобове скло повинне було легко відкидатися, корисне навантаження повинно було становити не менше 270 кг, а сама маса авто — до 590 кг. Крім того, на авто повинні були в разі потреби монтуватися кулеметні установки з калібром 7,62 мм. Ще однією вимогою було використовувати для побудови авто виключно серійні деталі, оскільки часу на виконання проєкту було обмаль.
Тендер припускав участь 135 компаній. Ті, хто вигравав конкурс, повинні були за півтора місяця створити робочий екземпляр для експериментальних випробувань, а потім за тридцять днів випустити ще 70 авто для остаточних тестів. Але фактично ніхто не захотів втілювати в життя задумку військових. Крім того, що багато запрошених фірм вже надавали активну допомогу армії, деякі з них зовсім не займалися конструюванням авто. З усіх фірм, які отримали листи, згоду на участь в конкурсі дали тільки дві компанії — American Bantam і Willys.
Willys оголосили передбачувану вартість контракту і позначили терміни здачі проєкту. Причому, ні креслень, ні планів, ні навіть чорнових варіантів проєкту ніхто так і не побачив. Компанія American Bantam, яка в той час була на півкроку від банкрутства, отримали шанс показати свої можливості, взявшись за складне замовлення військових. Допомагати створити багатофункціональний автомобіль покликали конструктора Карла Пробста, який всього за 18 годин зробив проєкт автомобіля. І вже 23 вересня 1940 року перший Bantam BRC (прототип всесвітньо відомого Jeep) вирушив своїм ходом на армійський полігон для випробувань.

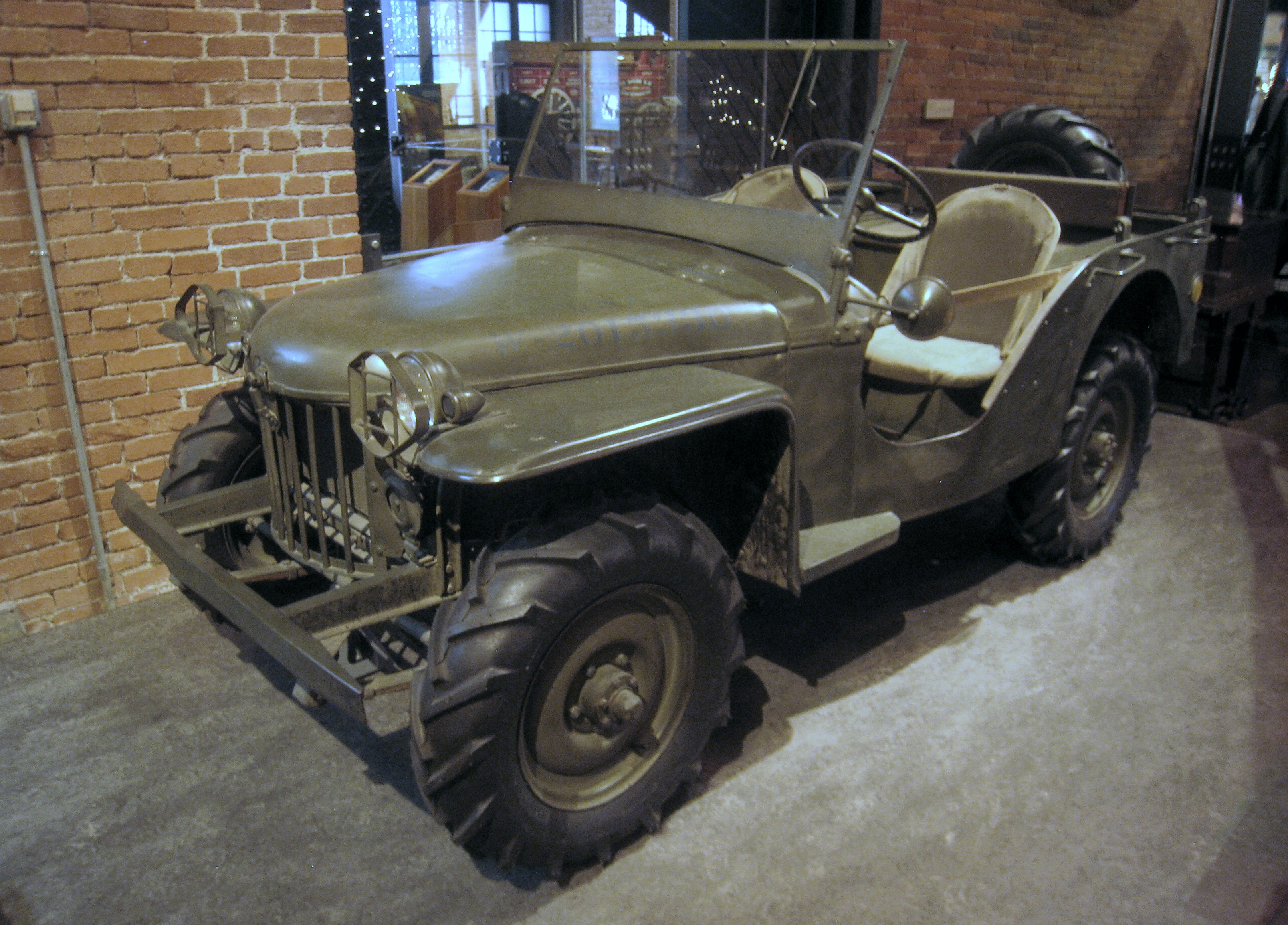
Прототип American Bantam BRC 60 1940 року

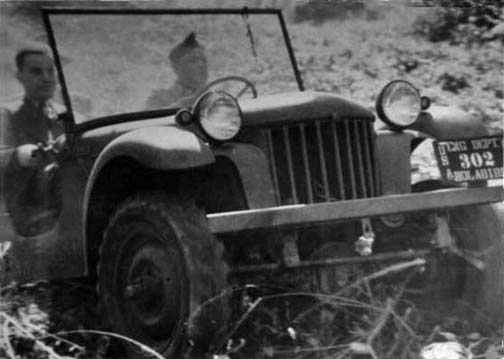
American Bantam під час випробувань у вересні 1940 року

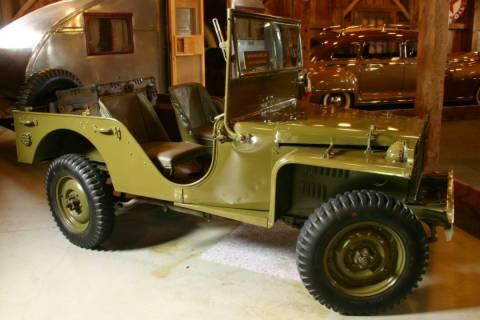
American Bantam BRC40 1941 року

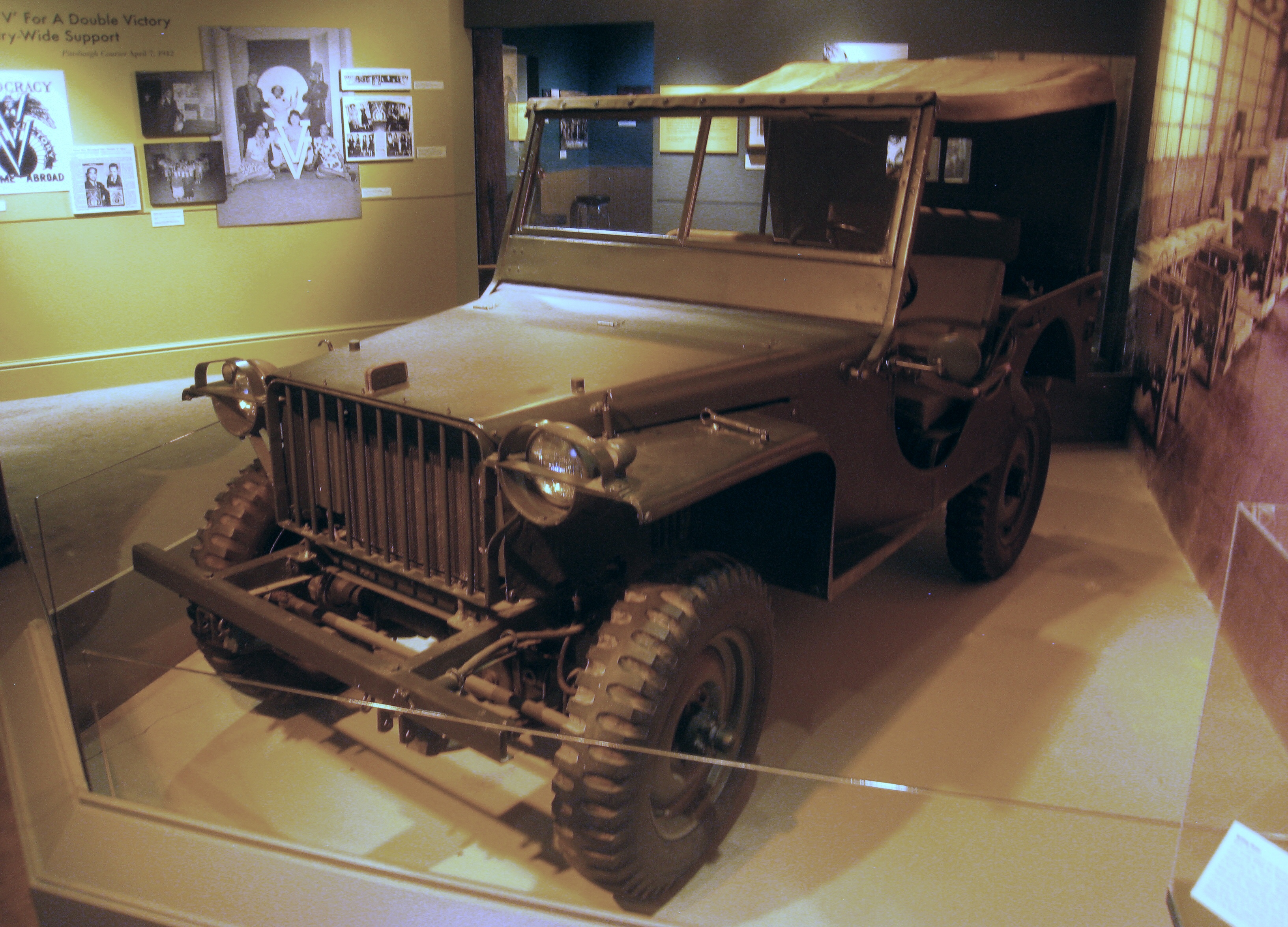
American Bantam BRC40 1941 року

З 1941 року щорічно вироблялося по 1500 позашляхових автомобілів компанії. Однак, паралельно з цим було відкрито другий завод Bantam, який випускав ще по 2000 примірників BRC40 щорічно. Крім того, автомобілі Bantam поставлялися англійським та радянським військовим.
Успіх автомобілів Bantam був затьмарений діями американських військових, які так полюбили легкі позашляховики BRC40, що без відома компанії передали у 1941 році креслення моделі спочатку фірмі Willys, а через рік — і концерну Ford. Таким чином, армія отримала необхідну кількість автомобілів, які мали модифікації кожного з виробників. Попит військових був повністю задоволений.

## Припинення виробництва автомобілів. Закриття компанії
У 1944 році контракт армії з American Bantam був розірваний в односторонньому порядку, військові не були задоволені тим, що компанія не здатна підвищити обсяги виробництва позашляховиків. Зрештою, фірмі довірили виробництво причепів для вантажівок Willys. 1945 рік став ще більш проблемним для American Bantam. Спочатку компанія стала зазнавати збитків через те, що більше не було виробництва автомобілів, а пізніше був програний суд компанії Willys, яка встигла зареєструвати торгову марку Jeep і всі креслення American Bantam BRC40. Підсумком стала тимчасова бездіяльність заводу, оскільки інженери намагалися розробити недорогу модель, здатну забезпечити фірмі прибуток, але борги все росли, і компанія змушена була оголосити себе банкрутом.

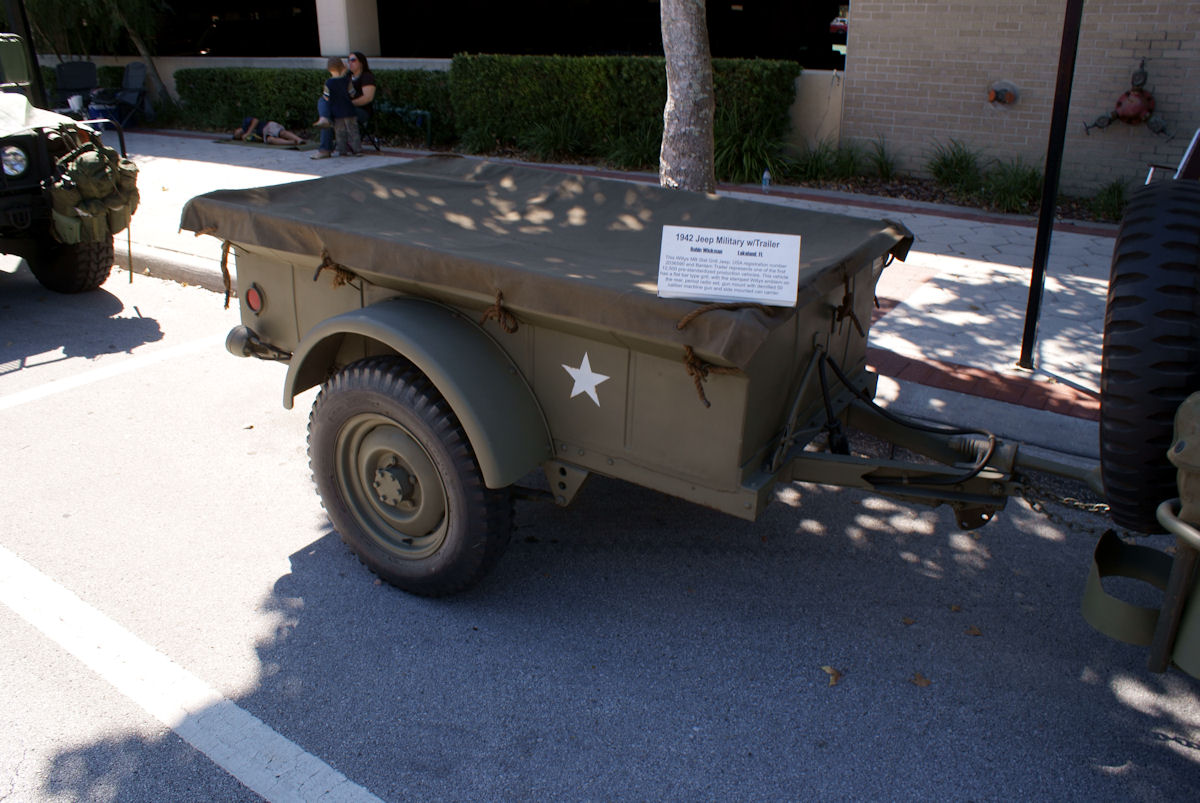
Причіп American Bantam 1943 року

Після зупинки виробництва «джипів» компанія Bantam виготовляла двоколісні причепи для цих автомобілів. Це тривало доти, доки компанія не була придбана American Rolling Mills в 1956 році.
Попри широкий спектр кузовів автомобілів Bantam, починаючи від легких вантажівок і закінчуючи універсалами «вудді», було випущено всього близько 6000 автомобілів всіх типів.

## Список автомобілів American Bantam
- 1937 — American Bantam Model 60
- 1941 — American Bantam BRC40 (або Bantam BRC40)